# International Socio-Economic Index of Occupational Status
International Socio-Economic Index of Occupational Status (deutsch: „internationales sozioökonomisches Maß des beruflichen Status“, ISEI-Wert) ist ein Index aus einer Metaanalyse von Ganzeboom et al. (1992). Er wird in Large-Scale-Assessment-Studien wie den PISA-Studien der OECD als Maß für den sozioökonomischen Status verwendet und basiert auf internationalen Daten zu Einkommen und Bildungsniveau der Angehörigen unterschiedlicher Berufe. Der ISEI kann Werte zwischen 16 (landwirtschaftliche Hilfskräfte, Reinigungskräfte) und 90 (Richter) annehmen.